# 2.5次元ダンスライブ「ツキウタ。」ステージ
『2.5次元ダンスライブ「ツキウタ。」ステージ』（2.5 dimensions of dance live「TSUKIUTA.」stage）は、2016年から始まった日本の2.5次元舞台作品。原作は「ツキウタ。」。通称は『ツキステ。(TSUKISTA.)』。

## 始まり
2016年4月23日に幕を開ける。
『ツキウタ。』のSix GravityとProcellarumメインとしたキャラクターと楽曲、世界観をベースに舞台化した作品で、『ツキウタ。』のキャラクターが動くところを最初に観ることができたのが、アニメではなく『ツキステ。』である。
お芝居パート、ダンスライブパートと分かれており、2つの魅力を最大限に楽しめるダンスライブ形式の舞台。
第二幕からオリジナル曲を使った演出やダンスも加えられ、ハイタッチやファンサービスなど、客席参加型ダンスライブとして女性を中心に人気が高まっている。
2023年まで計14幕、公演が行われた。
当初から一貫して男性キャラクターのみが出演していたが、2021年4月7日から『ツキウタ。』の女神候補生のFlunaとSeleasをメインとした女性キャラクターのみが出演する『2.5次元ダンスライブ「ツキウタ。」ステージ Girl's Side MEGASTA』（通称は「メガステ」）も発表されている（いずれもキャストの性別はキャラクターに準ずる）。

## 概要

### 2016年
- 2016年4月23日、2.5次元ダンスライブ『ツキウタ。』ステージが幕を開ける。
- 2016年4月16日に発生した『平成28年熊本地震』の募金を、『ツキステ。』公演中の同年4月24日から5月1日まで劇場ロビーに設置。義援金は『義援金受け入れ口座』に寄付をする。[2]
- 2016年5月10日、上記期間中に設置していた募金箱の義援金の総額261,036円を『熊本地震義援金』に振り込んだことを報告。[3]
- 2016年10月27日、『月歌奇譚 夢見草』昼公演にて音響トラブル。休憩を挟み復旧作業を行ったが、復旧の目処が立たないため、お芝居パートが中止となり、お芝居パートと音響システムの違うダンスライブパートからの再開となった。対象者には、全額払い戻し、及び28日以降の別日公演の抽選で対応した。払い戻しは劇場窓口、銀行口座への振込、発券先店舗での対応。抽選は27日の夜に申込、28日に当落発表。[4]

### 2017年
- 公演数増加により、『SCHOOL REVOLUION!』から©TSUKISTA.(©ツキステ。製作委員会)の表記を©TSUKISTA.〇〇に変更。〇〇の部分は公演ごとに表記が変わり、『Lunatic Party』なら©TSUKISTA.LP、『紅縁』なら©TSUKISTA.KEと、各単語の頭文字から形成される。そのため、『CYBER-DIVE-CONNECTION』は©TSUKISTA.CDCと、唯一の3文字になる。『SCHOOL REVOLUION!』は©TSUKISTA.SR!と、末端の感嘆符も付けている。公演グッズ以外の関連書籍や、一部の映像作品(関連グッズも含む)も同様の扱いとなる。
- 2017年5月25日、『Lunatic Party』及び『Rabbits Kingdom』のキャストが発表された。卯月新役の山崎大輝が『宇宙戦隊キュウレンジャー』に出演することになったため、『SCHOOL REVOLUTION!』『ツキステ。TV』で卒業。ツキステ。では初のキャスト変更となった。[5]山崎大輝のツキステ。最後の出演作『SCHOOL REVOLUTION!』に関しては、すでに『宇宙戦隊キュウレンジャー』の撮影が始まっていたので、稽古にはあまり参加できていなかった。
- 上記に伴い、『Lunatic Party』『ツキステ。TV』特別版から竹中凌平が卯月新役として出演。披露する楽曲数も多いことから、ダンス集中稽古1ヶ月前から、振付師とダンスの振り入れをしていた。
- 2017年12月20日、『Rabbits Kingdom』公演中に、葉月陽役の鷲尾修斗が足を負傷。ダンスライブパートの出演はなし。お芝居パートは声のみの出演となっていたが、激しく動かない場面のみ出演していた。[6][7]本編映像は通常、収録時のものを使用するが、収録日当日、上記のように舞台上には出演できない状態だったため、本編映像は記録用映像から抜粋して編集されている。[8]12月末に手術を行ったが、2018年2月から始まる『TSUKISTA. Memorial Tour 2018』での一部激しいダンスパフォーマンス等を行うにはまだ時間がかかると言われていた。[9][10]しかし、全公演とも出演し、踊りきっていた。

### 2018年
- 2018年2月25日、『TSUKISTA. Memorial Tour 2018』台湾昼公演で100公演を迎えた。[11]
- 2018年7月6日、『紅縁』及び『CYBER-DIVE-CONNECTION』のキャストが発表された。キャストが出演予定の他舞台と時期が被るなどの情報が流れていた中の発表だった。結果、弥生春役の仲田博喜、霜月隼役の友常勇気、長月夜役の谷佳樹、神無月郁役の笹翼が卒業。Six Gravityからは1人、Procellarumからは3人と、ツキステ。史上最多となる4人のキャスト変更となった。今回のキャスト発表で、初演から続投しているコンビは、師走駆役の輝山立と如月恋役の横尾瑠尉の黒年少のみとなった。[12][13]
- 上記に伴い、『紅縁』から弥生春役として松田岳、霜月隼役としてTAKA(CUBERS)、長月夜役として秋葉友佑、神無月郁役として三山凌輝が出演。キャスト変更を経て心機一転したツキステ。で、それぞれの強みを活かした『新しいツキステ。』を披露した。
- 2018年9月7日、同年6月28日から7月8日にかけて発生した『平成30年7月豪雨』及び同年9月6日に発生した『平成30年北海道胆振東部地震』により、『紅縁』の最速先行抽選販売の入金期限内の入金対応が困難なお客様に、メールにて個別で対応。[14]
- 2018年9月18日、上記の個別対応受付を『本日23時59分迄』と報告。[15]
- 2018年12月3日、『CYBER-DIVE-CONNECTION』連動アプリ『サイバーダイブコネクションクロック』略して『サバクロ』をMOVIC INC.(App Store)・MOVIC CO., LTD.(Google Play)からリリース。ツキステ。初のアプリとなる。劇中に出てくるアプリと同じで、開演前にコードを入力して連動させるとリアルタイムで画面が変わり、手元で楽しめるようになっている。連動機能(THEATER)は普段、劇中に出てくるオリジナルキャラクターが画面に表示されており、専用の電波を受信しないとコード入力の画面が表示されないため、劇場内でしか使えない仕組みとなっている。アプリを連動すると、お芝居パート後の休憩を目処にランダムで画像がプレゼントされる。本編にアプリは必須でないため、アプリがなくても楽しめる。時計・アラーム・タイマー機能が備えており、公演の連動以外でも普段使いができる仕様になっている。月ごとに時計のバーの色が担当カラーになったり、各月にまつわる四季折々の背景に変わる仕組みになっており、どちらも『ツキウタ。』にちなんで12ヶ月毎に変化する。iPhone・Androidどちらにも対応しているが、PCでは利用できない。[16][17][18][19][20]

### 2019年
- 2019年7月5日、『しあわせあわせ』及び『月歌奇譚 太極伝奇』のキャストが発表された。睦月始役の校條拳太朗、卯月新役の竹中凌平、師走駆役の輝山立、如月恋役の横尾瑠尉、文月海役の土井一海、葉月陽役の鷲尾修斗が卒業。前回のキャスト変更からは1年振りとなる。Six Gravityからは4人、Procellarumからは2人と、歴代最多となる6人のキャスト変更となった。今回のキャスト発表で、初演から続投しているコンビは無くなり、初演から続投しているメンバーは、皐月葵役の上仁樹と水無月涙役の佐藤友咲の各グループ1人ずつとなった。[21][22]
- 上記に伴い、『しあわせあわせ』から睦月始役として縣豪紀、卯月新役として中島礼貴、師走駆役として澤邊寧央、如月恋役として鈴木遥太、文月海役として平井雄基、葉月陽役として栗田学武が出演。『しあわせあわせ』から葉月陽役として出演する栗田学武は、『紅縁』で勘助役・葉月透役、『TSUKINO EMPIRE -Unleash your mind.-』で伊車六価役として出演など、2018年からツキステ。の出演経歴がある。舞台オリジナルキャラクターからメインキャラクターへのキャスト就任は今回が初のケースとなる。
- 『しあわせあわせ』より、のちに新シリーズ『メガステ』として出演する、ツキウタ。の女性版である女神候補生・Seleasから伊地崎麗奈役の秋場悠里、天童院椿役の平松可奈子が初登場した。（今作では女神候補生〈アイドル〉ではなく、黒魔女・白魔女として登場した。）

### 2020年
- 2020年2月2日、『月歌奇譚 太極伝奇』の千秋楽公演にて女神候補生の舞台化が発表された。[23]
- 2020年4月10日、新型コロナウイルスの流行により、ツキステ。一部メンバーも出演予定だった『LUNATIC LIVE 2020 in Taiwan』も含めたツキノ芸能プロダクションの5月までの関連イベント・舞台公演中止のが発表された。[24]
- 2020年5月11日、新型コロナウイルスの流行により、2020年7月から上演される予定だった『月花神楽～黒と白の物語～』を含めたツキノ芸能プロダクションの6月、7月までの関連イベント・舞台公演の中止が発表された。[25]
- 2020年11月7日、メガステの公式Twitter、公式サイトがオープンされ、公演情報やキャストが発表された。[26][27]そして翌日の8日、「ツキプロチャンネルあおぞらスペシャル！48時間生配信」にてフルキャストが出演、お披露目となった。[28]

### 2021年
- 2021年4月7日、原作が同じツキウタ。内の女神候補生の舞台シリーズ「メガステ」一幕の幕が開ける。[29]
- 2021年5月14日、昨年中止された『月花神楽～白と黒の物語～』の振り替え公演及び『LUNATIC LIVE 2021』のキャストが発表された。[30][31]昨年の予定では11幕及び『LUNATIC LIVE 2020 in Taiwan』に出演予定だった（この中でどちらの公演も出演予定だったのは栗田学武のみ）弥生春役の松田岳、葉月陽役の栗田学武、神無月郁役の三山凌輝が卒業。
- 上記に伴い、『月花神楽～黒と白の物語～』から弥生春役として太田裕二、葉月陽役として鷲尾修斗、神無月郁役として佐藤智広が出演。葉月陽を演じる鷲尾修斗は、初演の『ツキステ。』から『 TSUKINO EMPIRE-Unleash your mind 』まで葉月陽役として出演し、『LUNATIC LIVE 2018 ver BLUE＆RED』以来約三年ぶりの出演となる。メインキャラクターを演じたキャストが卒業を経て復帰するのは今回が初となる。
- 『月花神楽～黒と白の物語～』は『ツキステ。』として第10幕から実に1年9か月ぶりの公演となった。
- 2021年8月26日、新型コロナウイルスの影響により、ツキステ。メンバーも出演する『LUNATIC LIVE 2021』の中止が発表された。[32]
- 2021年9月9日、『月花神楽～黒と白の物語～』の振り替え公演による内容の変更により公式サイトがリニューアルされる。同日、ヒューリックホールにて上演される『月花神楽～黒と白の物語～』の10月6日、17時公演（漆黒の章）、10月8日、17時公演（月白の章）の公演中止が発表され、チケットの払戻も行われた。[33]
- 2021年9月29日、新型コロナウイルスに対する緊急事態宣言を受け、『月花神楽～黒と白の物語～』にて新型コロナウイルスによる緊急事態宣言に関して観劇を見合わせるファンに対し、翌日の1公演のチケット料金払い戻しが行われた。[34]

### 2022年
- 2022年2月2日、公演予定だったメガステのEpisode2の中止・延期が発表された。[35]
- 2022年8月19日、中止・延期となっていたメガステのEpisode2の振替公演が告知された[36]。

### 2023年
- 11月17日から第5幕『Rabbits Kingdom』の再演として第14幕が『Rabbits Kingdom Resurrection』のタイトルで上演された。
- 再演はツキステ。シリーズおよびツキプロ舞台シリーズ史上初。

## 公演リスト
〇幕の数字は、ホームページと公演のイメージに合わせて表示しています。

### 本公演
- 2.5次元ダンスライブ『ツキウタ。』ステージ[37]
  - Ver.BLACK/Ver.WHITE(2016年4月23日-5月1日 星陵会館)
- 2.5次元ダンスライブ『ツキウタ。』ステージ 第二幕 『月歌奇譚 夢見草』[38]
  - 桜の章/月の章(2016年10月27日-31日 Zeppブルーシアター六本木)
- 2.5次元ダンスライブ『ツキウタ。』ステージ TRI!『SCHOOL REVOLUTION!』[39] 
※TRIは3幕の『3』という意味。[40]
  - Ver.BLACK(2017年3月8日-12日 Zeppブルーシアター六本木)
  - Ver.WHITE(2017年3月17日-26日 銀座博品館劇場)
- 2.5次元ダンスライブ『ツキウタ。』ステージ 第4幕『Lunatic Party』(2017年10月11日-15日 Zeppブルーシアター六本木)[41]
- 2.5次元ダンスライブ『ツキウタ。』ステージ 第5幕『Rabbits Kingdom』[42]
  - 黒兎王国Ver./白兎王国Ver.
  - 大阪公演(2017年11月30日-12月3日 サンケイホールブリーゼ)
  - 東京公演(2017年12月7日-22日 アイアシアタートーキョー)
- 2.5次元ダンスライブ『ツキウタ。』ステージ 第六幕『紅縁』[43]
  - 黒の章/赤の章(2018年10月18日-11月4日 ステラボール)
- 2.5次元ダンスライブ『ツキウタ。』ステージ 第7幕『CYBER-DIVE-CONNECTION』[44]
  - 東京公演(2018年12月5日-12月9日 ヒューリックホール東京)
  - 大阪公演(2018年12月13日-12月16日 メルパルクホール)
- 2.5次元ダンスライブ『ツキウタ。』ステージ 第8幕『TSUKINO EMPIRE -Unleash your mind.-』(2019年3月27日-3月31日 舞浜アンフィシアター)[45]
- 2.5次元ダンスライブ『ツキウタ。』ステージ 第9幕『しあわせあわせ』(2019年10月30日-11月4日 ヒューリックホール東京)[46][47]
- 2.5次元ダンスライブ『ツキウタ。』ステージ 第十幕『月歌奇譚 太極伝奇』(2020年1月29日-2月2日 ヒューリックホール東京) [46][48]
- 2.5次元ダンスライブ『ツキウタ。』ステージ 第11幕『月花神楽～黒と白の物語～』
  - 漆黒の章/月白の章(2021年9月30日-10月11日[49][50]、ヒューリックホール東京)[51][52]
- 2.5次元ダンスライブ『ツキウタ。』ステージ 第12幕『裏斬心 -Children are sometimes ruthless and cruel.-』（2022年3月25日 - 4月3日、日本青年館ホール）[53]
- 2.5次元ダンスライブ『ツキウタ。』ステージ 第13幕『月野百鬼夜行綺譚 依依恋恋』（2022年11月25日 - 12月4日、ヒューリックホール東京）[54]
- 2.5次元ダンスライブ『ツキウタ。』ステージ 第14幕『Rabbits Kingdom Resurrection』（2023年11月17日 - 26日、ヒューリックホール東京）[55]
- 2.5次元ダンスライブ『ツキウタ。』ステージ 第15幕『SCHOOL REVOLUTION 月野学園物語 -百年アオハル-』（2025年10月中旬頃予定、日本青年館ホール）[56]

#### Girl's Side MEGASTA
女神候補生の舞台作品で通称メガステ。公演内容は、Flunaが中心の「花公演」とSeleasが中心の「星公演」にわかれている。
公演ごとにダンスライブのセットリストが異なる。
- 2.5次元ダンスライブ「ツキウタ。」ステージ Girl's Side MEGASTA Episode 1「FIRST DREAM -あなたとみるはじめてのゆめ-」（2021年4月7日 - 11日、草月ホール）[57]
- 2.5次元ダンスライブ「ツキウタ。」ステージ Girl's Side MEGASTA Episode 2「Goodbye my dear Frenemy.」（2022年12月17日 - 25日、新宿村LIVE）[58][59]

### 演劇
- ツキプロ文化祭『死にかけ男が転生目指して芸能界で頑張ります！～しにてん～』(2017年9月13日-15日 全電通労働会館)[60]
※ツキプロ完全オリジナル芝居のため、『ツキウタ。』キャラとしての出演ではない。
- ツキプロ文化祭2018 SUMMER『月野百鬼夜行外伝 夏夢祭』(2018年7月28日-29日 パシフィコ横浜国立大ホール)[61]

### 合同舞台
『ツキウタ。』メンバー以外も出演する、『ツキノ芸能プロダクション』の在籍者による合同舞台も行われた。
- 2.5次元ダンスライブ TSUKIPRO STAGE キソセカイステージ:eins『ソラヲワタルカゼ』（2020年12月19日 - 20日、TACHIKAWA STAGE GARDEN（無観客公演配信））
  - アニメイトガールズフェスティバル2015の合同舞台（という設定された実在しない舞台）『ツキノ帝国』と、そのアフターストーリーになるアニメイトガールズフェスティバル2018の合同舞台（として設定された実在しない舞台）『キソセカイ』[62][63]と同じ設定を使用した（実在する）舞台。新型コロナウィルス感染症の流行の影響により、無観客公演配信のみで発表された。

### ライブ
- ツキプロ祭・冬の陣 昼の部『LUNATIC LIVE』(2016年12月4日 パシフィコ横浜国立大ホール)
- 『LUNATIC LIVE 2017』 in SHANGHAI(2017年10月21日-22日 MODERN SKY LAB)
- 『TSUKISTA. Memorial Tour 2018』
  - 東京(2018年2月13日-14日 EX THEATER ROPPONGI)
※1階スタンディング・2階指定席
  - 東京(2018年2月16日-18日 日テレらんらんホール)
※『体感型脱出ゲーム ツキステ。RABBITS KINGDOM inよみうりランド～兎王国からの脱出～』と同時開催[64]
  - 台湾(2018年2月24日-25日 信義劇場Legacy Max)
※ゲネプロ公演(2018年2月24日13時公演)
  - 大阪(2018年3月2日-3日 オリックス劇場)
  - 愛知(2018年3月4日 豊田市民文化会館大ホール)
  - 宮城(2018年3月10日-11日 仙台GIGS)
※スタンディング
※日本・香港・台湾ライブビューイング(2018年3月11日18時公演)
- 『LUNATIC LIVE 2018』
  - Ver.BLUE(2018年12月26日 大宮ソニックシティ大ホール)
  - Ver.RED(2018年12月27日 大宮ソニックシティ大ホール)
※両日『S.Q.S(スケアステージ)』との合同ダンスライブ

- 『LUNATIC LIVE 2020 in Taiwan』台湾(2020年6月19日-21日 信義劇場Leagacy Max)　※新型コロナウイルス流行により全日程中止[32] ※全日程『S.Q.S(スケアステージ)』、『ALIVE STAGE(アライブステージ)』との合同ダンスライブ
- 『LUNATIC LIVE 2021』(2021年9月4日-5日 東京ガーデンシアター)　※新型コロナウイルス流行により全日程中止[24] ※全日程『S.Q.S(スケアステージ)』、『IVESTA(アライブステージ)』、『MEGASTA(メガステージ)』、『VAZZROCK STAGE(バズロックステージ』、『infinit0』との合同ダンスライブ(『infinit0』のみ劇中歌の歌唱ライブ)
- 『LUNATIC FES 2025 ～NOBLE FLOWERS～』（2025年3月26日 - 30日、日本青年館ホール）[65]

### イベント
- 2.5次元ダンスライブ「ツキウタ。」ステージ『ツキステ。』サマーライブ2016(2016年8月20日･21日･27日･28日)

イオンシネマ板橋(20日昼の部･21日昼の部)/シネマサンシャイン池袋)
- 2.5次元ダンスライブ『ツキウタ。』ステージ Blu-ray Disc 発売記念イベント BACKSTAGE PARTY(2016年9月19日 銀座ブロッサム中央会館)
- 2.5次元ダンスライブ『ツキウタ。』ステージ 第二幕劇中歌CD発売記念イベント(2016年11月27日 TKPガーデンシティ竹橋)
- 『ツキステ。』第二幕『月歌奇譚 夢見草』桜の章/月の章 発売記念イベント(2017年1月22日 都内某所)
- アニメイト吉祥寺リニューアル記念2.5次元ダンスライブ「ツキウタ。」ステージ『ツキステ。』イベント(2017年2月11日 旧アニメイト吉祥寺)
- ツキプロ祭・冬の陣 昼の部：2.5次元ダンスライブ　ツキステ。『LUNATIC LIVE』発売記念イベント(2017年4月10日 NEW PIER HALL)
- 2.5次元ダンスライブ『ツキステ。』サマーライブ2017(2017年6月25日 よみうりホール)
- 2.5次元ダンスライブ『ツキステ。』トークショー&握手会 in MOTTOアニメ・マンガ・ゲーム・映画カーニバル(2017年7月26日 広州体育館第二体育館)
- 2.5次元ダンスライブ『ツキウタ。』ステージ トークショー&サイン会in台北国際動漫節(2017年2月4日-5日 台北世貿南港展覧館)
- 2.5次元ダンスライブ「ツキウタ。」ステージ TRI! SCHOOL REVOLUTION! 発売記念イベント(2017年9月10日 ニッショーホール)
- ビジュアルブック発売記念 ポストカードお渡し会 in アニメイトガールズフェスティバル2017(2017年11月3日-4日 池袋サンシャインシティ)
- ツキステ。TV特別版『TSUKINO QUEST(ツキクエ)BLACK VS. WHITE ～囚われの黒田・白田を救出せよ～』 先行上映会
  - 大阪 (2017年12月23日 アニメイト大阪日本橋)
  - 東京 (2017年12月24日 アイアシアタートーキョー)
- 体感型脱出ゲーム ツキステ。RABBITS KINGDOM inよみうりランド ～兎王国からの脱出～(2018年2月16日-18日 よみうりランド)
- 2.5次元ダンスライブ『ツキウタ。』ステージ 第4幕『Lunatic Party』発売記念イベント(2018年4月7日 ベルサール新宿セントラルパーク)
- 『ツキステ。』&『スケステ』台湾トークショー(2018年8月18日 漫画博覧会日本館)
- 2.5次元ダンスライブ『ツキウタ。』ステージ 第5幕『Rabbits Kingdom』発売記念イベント(2018年10月13日 大宮ソニックシティ大ホール)
- 2.5次元ダンスライブ『ツキウタ。』ステージ 『Memorial Tour 2018』限定版 発売記念イベント(2018年10月13日 大宮ソニックシティ大ホール)
※第5幕イベント、MTイベントは同日開催。5幕、MTの順に開演。
- 2.5次元ダンスライブ『ツキウタ。』ステージ 第六幕『紅縁』発売記念イベント(2019年5月26日 日経ホール)
- 2.5次元ダンスライブ『ツキウタ。』ステージ 第7幕『CYBER-DIVE-CONNECTION』発売記念イベント(2019年6月2日 ベルサール高田馬場)
- 2.5次元ダンスライブ『ツキウタ。』ステージ 第9幕『しあわせあわせ』発売記念イベント(2020年4月5日 越谷サンシティホール)
- 『ツキステ。』&『イブステ』ファンミーティング(2020年1月31日 台北国際動漫節)

## 本公演キャスト
2021年9月公演までにおいて、キャスト変更は4幕、六幕、9幕、11幕の計4回。

### Six Gravity
- 睦月始
  - 初演〜8幕 - 校條拳太朗[66]
  - 9幕以降 - 縣豪紀[21]
- 弥生春 
  - 初演〜MT - 仲田博喜[66]
  - 六幕〜10幕 - 松田岳[12]
  - 11幕以降 - 太田裕二[67]
- 卯月新
  - 初演〜3幕 - 山崎大輝[66]
  - 4幕〜8幕 - 竹中凌平[5]
  - 9幕以降 - 中島礼貴[12]
- 皐月葵 - 上仁樹[66]
- 師走駆
  - 初演〜8幕 - 輝山立[66]
  - 9幕以降 - 澤邊寧央[21]
- 如月恋
  - 初演〜8幕 - 横尾瑠尉[66]
  - 9幕以降 - 鈴木遥太[21]

### Procellarum
- 霜月隼
  - 初演〜MT - 友常勇気[68]
  - 6幕〜14幕 - TAKA(CUBERS)[13]
  - 15幕以降 - 工藤大夢
- 文月海
  - 初演〜8幕 - 土井一海[68]
  - 9幕以降 - 平井雄基[22]
- 葉月陽
  - 初演〜8幕・11幕以降 - 鷲尾修斗[68][69]
  - 9幕〜10幕 - 栗田学武[22]
- 長月夜
  - 初演〜MT - 谷佳樹[68]
  - 6幕以降 - 秋葉友佑[13]
- 水無月涙 - 佐藤友咲[68]
- 神無月郁
  - 初演〜MT - 笹翼[68]
  - 6幕〜10幕 - 三山凌輝[13]
  - 11幕以降 - 佐藤智広[69]

### 『Girl's Side MEGASTA』公演のキャスト

#### Fluna
- 花園雪 - 橘里依
- 如月愛 - 茉依
- 兎川千桜 - 歌倉千登星
- 結城若葉 - 美紅
- 桃崎ひな - 
  - 初演 - 桃果
  - Ep2 - 河上英里子
- 聖クリス - 大西菜友

#### Seleas
- 照瀬結乃 - 齋藤千尋
- 姫川瑞希 - 佐倉花怜
- 元宮祭莉 - 新川眞白
- 朝霧あかね - わたなべかすみ
- 伊地崎麗奈 - 秋場悠里
- 天童院椿 - 平松可奈子

## 舞台オリジナルキャスト
キャスト名は、出演時の名前で記載。

### 第二幕『月歌奇譚 夢見草』
- 朏ユズル/坂本 - 鈴木翔音
- 殺陣
  - 久保瑛則
  - 長谷川隆幸
  - 堀内寛嗣
  - 山本常文

### TRI!『SCHOOL REVOLUTION!』
- Ver.BLACK
  - 坂本良太・ショーン - 鈴木翔音
  - 奥村草太 - 奥田将貴
  - 佐藤優 - 伊藤清之
  - 西山太一 - 毎熊宏介
  - 高田省吾 - 立原寛也
  - 村田幸喜 - 村上耕平
  - 逢坂夏 - 穴沢祐介
  - 市川直樹 - 辻畑利紀
  - 岡崎章介 - 岩崎良祐

- Ver.WHITE
  - 加藤久三・タマルさん - 幹山恭市
  - 平沢健 - 西馬るい
  - 大村洋一 - 山木透
  - 信田風 - 小田川颯依

### 第4幕『Lunatic Party』
- ホケキョくん - 五十嵐啓輔
- コロッケ - 松岡拓弥
- 中井さん - 反橋宗一郎
- ディアブロ - 中澤隆範
- マゼラン - 三谷謙太
- ヤマト - 齋藤健心
- 笹熊1号 - 東野竜也
- 魔法使いの猫 - 野村友也
- 魔法使い - 中澤隆範
- 殺陣
  - 山本常文
  - 小菅達也

### 第5幕『Rabbits Kingdom』
- ？？？(謎の男) - 鮎川太陽
- 鳥族の女王 カラヴィンカ - 五東由衣
- 兎王国大臣 ラパン - 石田周作
- 狼族の王 狼炎 - 鈴木翔音
- 鼠族の王 ムース - 高橋和久
- 殺陣
  - 山本常文
  - 久保瑛則
  - 今西哲也
  - 杉浦勇一

### 第六幕『紅縁』
- 小太郎
  - 富永勇也(黒の章)
  - 小栗諒(赤の章)
- 太郎坊・葉月宗 - 塩川渉
- 次郎坊 - 杉江優篤
- 勘助・葉月透 - 栗田学武
- 雪斎 - 鈴木翔音
- 松永太一 - Tmy
- 殺陣
  - 柏木佑太
  - 隈本秋生
  - 内田大地
  - 米村秀人
  - 川辺貴啓

### 第7幕『CYBER-DIVE-CONNECTION』
- 黒田 - 鮎川太陽
- 中井さん - 反橋宗一郎
- コロッケ - 松岡拓弥
- サンタクロース - 鬼束道歩
- アンサンブル
  - Tmy
  - ZiZi
  - 内田大地
  - 佐久間章裕
  - 川辺貴啓
  - 征矢直之
  - 石坂文広

### 第8幕『TSUKINO EMPIRE -Unleash your mind.-』
- 第四艦隊
  - 篁志季 - 日向野祥
  - 奥井翼 - 瀬戸啓太
  - 世良里津花 - 阿部快征
  - 村瀬大 - 小林涼
  - 和泉柊羽 - 田中稔彦
  - 堀宮英知 - 中尾拳也
  - 久我壱星 - 山中健太
  - 久我壱流 - 山中翔太
- 太田周平 - 石田周作
- 秋野昌弘 - 磯野大
- 伊車六価 - 栗田学武
- 倖月千歳 - 鈴木翔音
- 仲条亜門 - 中澤隆範
- 荻一破 - 三谷謙太
- アンサンブル
  - 隈本秋生
  - 米村秀人
  - 岡田涼
  - 橋本悠平
  - 武田一成
  - 遠藤佑哉
  - 伊藤春斗
  - 龍
  - 安部光希
  - 泊太貴
  - 田中純平
  - 寺﨑太志
  - 澤田遊
  - 西村尚恭
  - 須藤達也
  - 新谷登夢

### 第9幕『しあわせあわせ』
- Seleas
  - 伊地崎麗奈 - 秋場悠里
  - 天童院椿 - 平松可奈子
- 相田昭一郎 - 高橋和久
- 塚原宏治 - 本郷小次郎

### 第十幕『太極伝奇』
- 洞磔(どうたく) - 小笠原健
- アンサンブル 
  - ZiZi
  - 神山慎一郎
  - 田嶋悠理
  - 生谷一樹

### 第11幕『月花神楽～黒と白の物語～』
- 松永太一 - 成瀬広都
- 長田信繁 - 池田謙信
- 長田信之 - 宮崎卓真
- 真壁高虎 - 田中彪
- 三好半兵衛 - 谷岡拓爾
- アンサンブル
  - ZiZi
  - 吉川翔貴
  - 小林諒大
  - 高橋邦春
  - 河合拳士朗
  - 澤健太郎

### 第12幕『裏斬心 -Children are sometimes ruthless and cruel.-』
- SolidS
  - 奥井翼 - 瀬戸啓太
  - 村瀬大 - 小林涼
- QUELL
  - 和泉柊羽 - 田中稔彦
  - 久我壱星 - 山中健太
  - 久我壱流 - 山中翔太
- infinit0
  - 御風呂庵 - 千葉瑞己
- アンサンブル
  - 南武杏輔
  - 生谷一樹
  - 小林諒大
  - 滝沢信
  - 隈本秋生
  - 那須佳瑛
  - 後藤真
  - 阿部悠平
  - 佐竹正充
  - 西山大地
  - 河合拳士朗
  - 橋本直也
  - 篠原雄大
  - 木牟礼詢
  - 奥村等士

### 第13幕『月野百鬼夜行綺譚 依依恋恋』
- 大滝一元 - 染川翔
- 大滝一葉 - 松田彩希
- 加藤忠成 - 片桐伸直
- 坂上真広 - 馬場亮成
- アンサンブル
  - 川守大貴
  - 飛山竜太
  - 清水龍平
  - 藤井雅文
  - 渡辺誠也

### 第14幕『Rabbits Kingdom Resurrection』
- ？？？（謎の男） - 工藤大夢
- 鳥族の女王・カラヴィンカ - 五東由衣
- 兎王国大臣・ラパン - 石田周作
- 狼族の王・狼炎 - 鈴木翔音
- 鼠族の王・ムース - 高橋和久
- アンサンブル
  - 卯野壮馬
  - 矢作洋

## 『Girl's Side MEGASTA』公演の舞台オリジナルキャスト
※太字で記載されている名前は、「オリジナルキャラクター」外のキャラクターとする。主に、原作に登場しているキャラクターを指す。

### Episode 1『FIRST DREAM -あなたとみるはじめてのゆめ-』
- 高瀬里奈 - 大久保胡桃
- 中島暦 - 塙さより

### Episode 2『Goodbye my dear Frenemy.』
- 獏路朱華 - 栗原沙也加
- 小野萌 - 杉本真子
- 園田絵理華 - 楓
- 根本美亜 - 澤田真里愛
- 立川沙織 - 熊野ふみ

## 『ツキプロ文化祭』キャスト
『ツキステ。』に出演しているキャストのみ。

### 『死にかけ男が転生目指して芸能界で頑張ります！～しにてん～』
- 一之瀬卓也 - 鷲尾修斗
- 二宮誠 - 上仁樹
- 三田敬 - 笹翼
- 星野実 - 土井一海
- ハヤテ - 仲田博喜
- 一鬼 - 輝山立
- 二鬼 - 佐藤友咲

### 『月野百鬼夜行外伝 夏夢祭』
- 大天狗(文月海) - 土井一海
- 雨降小僧(水無月涙) - 佐藤友咲

## ダンサー
五十音順で表示。
- kizuku
- MAOTO
- masaya
- TAIKI
- Yoshiki
- ZEN
- ZENSUKE
- 穴沢裕介
- 天沼佑太
- 五十嵐誠仁
- 石井裕貴
- 一戸大輝
- 植月泰匡
- 木下流声
- 木原裕希
- 境秀人
- 清水泰雄
- 瀬沼真幸
- だいき
- 高村大波
- 谷岡拓爾
- 辻畑利紀
- 中島智哉
- 中村天河
- 西山和輝
- 廣瀬大智
- 松木里功
- 松木竜作
- 松田健太郎
- 矢内康洋
- 吉田邑樹

## 主なスタッフ
- 原作・脚本 - ふじわら(ムービック)
- キャラクター原案 - じく
- 構成 - ViVi
- 演出
  - 伊藤秀隆
  - 野元準也（Planet Kids Entertainment）
  - 萩原成哉
  - 三貝豪（Planet Kids Entertainment）
  - 田中彪
- 振付 
  - 大勝かおり
  - 石岡貢二郎(K-DanceNexus)
  - 松木里功
  - 寺澤佑紀
- 衣装 
  - ヨシダミホ
  - 竹内さや香
  - 平本
  - 西田さゆり
- ヘアメイク
  - 西村裕司
  - 杉田智子
  - 成谷充未
- 主催 - ツキステ。製作委員会
- 企画・製作
  - ムービック
  - Planet Kids Entertainment
  - セガ・ライブクリエイション
  - アルテメイト
  - サンライズプロモーション東京

## バラエティ番組

### ツキステ。TV
- 『ツキステ。TV』のタイトルで、2017年4月5日から5月10日まで毎週水曜日23時よりTOKYO MXにて放送された。
  - 発売を控えた『ツキノクエスト』通称『ツキクエ』の魅力を紹介する特別番組が、2017年9月20日23時にTOKYO MXにて放送された。
- 『ツキステ。TV』シーズン2が、2018年11月21日から全6回、毎週水曜日23時にTOKYO MXにて放送された。[70]シーズン2から、コーナーの他に視聴者プレゼントを開催。
  - 『ツキステ。TV』シーズン2の特番が、『S.Q.STV』の特番とともに、2018年11月14日23時からTOKYO MXにて放送された。[71]
- 『ツキステ。TV』シーズン3が、2020年5月27日から全5回、毎週水曜日22時30分にTOKYO MXにて放送された。

### ツキステ。TV Memorual
- 『ツキステ。TV Memorial』のタイトルで2020年7月1日から全4回、毎週水曜日23時よりTOKYO MXにて放送された。卒業した歴代キャストも交え、ツキステ。の歴史を振り返っていく。 未公開映像を含めた番組の映像がツキノ芸能プロダクション公式Youtubeに公開されている。[72]

### プロステTV
- 『プロステTV』のタイトルで、2022年1月5日から全13回、毎週水曜22時30分よりTOKYO MXにて放送された[73]。回替わりでツキプロ舞台シリーズのキャストたちが出演する。 ノーカット版がツキノ芸能プロダクション公式Youtubeに公開されている。[74]

## ディスコグラフィ

### 公演DVD&Blu-ray
- 2.5次元ダンスライブ『ツキウタ。』ステージ ver.BLACK/Ver.WHITE(2016年9月16日発売)
- 2.5次元ダンスライブ『ツキウタ。』ステージ 第二幕 『月歌奇譚 夢見草』桜の章/月の章(2017年3月24日発売)
- ツキプロ祭・冬の陣 昼の部 2.5次元ダンスライブ 『ツキウタ。』ステージ『LUNATIC LIVE』(2017年5月26日発売)
- 2.5次元ダンスライブ『ツキウタ。』ステージ TRI! 『SCHOOL REVOLUTION! 』Ver.BLACK/Ver.WHITE(2017年9月8日発売)
- 2.5次元ダンスライブ『ツキウタ。』ステージ 第4幕 『Lunatic Party』(2018年4月6日発売)
- 2.5次元ダンスライブ『ツキウタ。』ステージ 第5幕 『Rabbits Kingdom』 黒兎王国Ver./白兎王国Ver.(2018年6月29日発売)
- 2.5次元ダンスライブ『ツキウタ。』ステージ 『Memorial Tour 2018』(2018年9月28日発売)
- 2.5次元ダンスライブ『ツキウタ。』ステージ 第六幕『紅縁』黒の章/赤の章(2019年4月26日発売)
- 2.5次元ダンスライブ『ツキウタ。』ステージ 第7幕 『CYBER-DIVE-CONNECTION』(2019年6月28日発売)
- 2.5次元ダンスライブ『ツキステ。』＆2.5次元ダンスライブ『スケステ』合同ダンスライブ『LUNATIC LIVE 2018 ver BLUE & RED』(2019年7月26日発売)
- 2.5次元ダンスライブ『ツキウタ。』ステージ 第8幕 『TSUKINO EMPIRE -Unleash your mind.-』(2019年10月25日発売)
- 2.5次元ダンスライブ『ツキウタ。』ステージ 第9幕『しあわせあわせ』(2020年4月24日発売)
- 2.5次元ダンスライブ『ツキウタ。』ステージ第10幕『月歌奇譚 太極伝奇』(2020年7月31日発売)
- 2.5次元ダンスライブ｢ツキウタ。」ステージ第11幕「月花神楽～黒と白の物語～」(2022年3月25日発売)

### 関連DVD&Blu-ray
- 『ツキプロch. シーズン2』Vol.1(2017年2月24日発売)
- 『ツキステ。TV』Ver.BLACK(2017年9月29日発売)
- 『ツキステ。TV』Ver.WHITE(2017年10月27日発売)
- 『ツキステ。TV』特別版 TSUKINO.QUEST BLACK VS WHITE ～囚われの黒田・白田を救出せよ～(2018年2月23日発売)
- ツキプロ文化祭 舞台『死にかけ男が転生目指して芸能界で頑張ります!～しにてん～』(2018年4月27日発売）
- ツキプロ文化祭2018 SUMMER 舞台『月野百鬼夜行外伝 夏夢祭』(2019年2月22日発売)
- 『ツキステ。TVシーズン2』Ver.BLACK(2019年2月22日発売)
- 『ツキステ。TVシーズン2』Ver.WHITE(2019年3月29日発売)
- 『ツキステ。TVシーズン2&S.Q.STV』合同リーダーズ特番(2019年4月26日発売)
- 2.5次元ダンスライブ「S.Q.S（スケアステージ）」 Episode 4 「TSUKINO EMPIRE2 -Beginning of the World-」(2020年3月27日発売)
- 『ツキステ。TVシーズン３』（2020年11月27日発売）
- 2.5次元ダンスライブTSUKIPRO STAGE　キソセカイステージ：eins『ソラヲワタルカゼ』(2021年6月25日発売)
- 2.5次元ダンスライブS.Q.S Episode6「キソセカイステージ：zwei『アカイホノオ』」(2021年9月24日発売)
- 2.5次元ダンスライブ｢ALIVESTAGE」 Episode 5 「月野百鬼夜行綺譚　天獄 -君死にたまふことなかれ-」(2022年2月25日発売)

### 公演CD
- 2.5次元ダンスライブ『ツキウタ。』ステージ 第二幕 『月歌奇譚 夢見草』
  - メインテーマ「夢見草」(2016年11月25日発売)
  - 劇中歌･年長組「幻の花」(2016年11月25日発売)
  - 劇中歌･年中組「夢幻花火」(2016年11月25日発売)
  - 劇中歌･年少組「月と、刹那のきらめきを」(2016年11月25日発売)
  - サウンドトラック「月歌奇譚 夢見草～音語り～」(2017年3月24日発売)
- 2.5次元ダンスライブ『ツキウタ。』ステージ TRI!『SCHOOL REVOLUTION!』
  - メインテーマ「SCHOOL REVOLUTION! -時計仕掛けのモラトリアム-」 Ver.BLACK/Ver.WHITE(2017年4月21日発売)
  - サウンドトラック「REVOLUTION MUSIC!」(2017年9月8日発売)
- 2.5次元ダンスライブ『ツキウタ。』ステージ 第4幕 『Lunatic Party』
  - メインテーマ「Lunatic Party」(2017年11月17日発売)
  - 劇中歌･年長組「赫イ月」(2017年11月17日発売)
  - 劇中歌･年中組「DEAD DANCE」(2017年11月17日発売)
  - 劇中歌･年少組「Little Monster～僕らは小さき者～」(2017年11月17日発売)
  - サウンドトラック「Lunatic Music」(2018年4月6日発売)
- 2.5次元ダンスライブ『ツキウタ。』ステージ 第5幕『Rabbits Kingdom』
  - メインテーマ「Rabbits Kingdom」(2018年1月26日発売)
  - サウンドトラック「Kingdom Music」(2018年6月29日発売)
- 2.5次元ダンスライブ『ツキウタ。』ステージ 第六幕『紅縁』
  - メインテーマ「紅縁」(2018年12月7日発売)
  - 劇中歌･年長組「天狐詠歌」(2018年12月7日発売)
  - 劇中歌･年中組「朧ノ声」(2018年12月7日発売)
  - 劇中歌･年少組「絶景祭夜」(2018年12月7日発売)
  - サウンドトラック「音縁」(2019年4月26日発売)
- 2.5次元ダンスライブ『ツキウタ。』ステージ 第7幕『CYBER-DIVE-CONNECTION』
  - メインテーマ「CYBER-DIVE-CONNECTION」(2019年1月18日発売)
  - サウンドトラック「CYBER-DIVE-MUSIC」(2019年6月28日発売)
- 2.5次元ダンスライブ『ツキウタ。』ステージ 第8幕 『TSUKINO EMPIRE -Unleash your mind.-』
  - メインテーマ「TSUKINO EMPIRE -Unleash your mind.-」(2019年4月19日発売)
  - サウンドトラック「IMPERIAL MUSIC BOX」(2019年12月20日発売)
- 2.5次元ダンスライブ『ツキウタ。』ステージ 第9幕『しあわせあわせ』
  - メインテーマ「しあわせあわせ」(2019年11月29日発売)
  - 劇中歌･年長組「Welcome to the Wonderland」(2019年11月29日発売)
  - 劇中歌･年中組「君は華麗なる「Laila」…」(2019年11月29日発売)
  - 劇中歌･年少組「キミトステップ」(2019年11月29日発売)
  - 劇中歌･黒魔女&白魔女「しあわせさがし」(2019年11月29日発売)

- 2.5次元ダンスライブ「ツキウタ。」ステージ第10幕『太極伝奇』(2020年2月28日発売)
  - 主題歌「太極伝奇～約束～」(2020年2月28日発売)

- 2.5次元ダンスライブ「ツキウタ。」ステージ第11幕「月花神楽～黒と白の物語～」(2021年11月26日発売)
  - 主題歌「月花神楽」(2021年11月26日発売)
  - 劇中歌・Six Gravity「漆黒武舞」(2021年11月26日発売)
  - 劇中歌・Procellarum「月白に祈りて」(2021年11月26日発売)

### 関連書籍
- 2.5次元ダンスライブ『ツキウタ。』ステージオフィシャルファンブック BACKSTAGE PARTY 2016(2017年5月25日発売)
- 2.5次元ダンスライブ『ツキウタ。』ステージ 第5幕『Rabbits Kingdom』イメージビジュアルブック(2017年11月16日発売)
- 2.5次元ダンスライブ『ツキウタ。』ステージ オフィシャルファンブック BACKSTAGE PARTY 2017(2018年5月25日発売)
- ツキステ。スタイルブック(2018年11月9日発売)
- 2.5次元ダンスライブ『ツキウタ。』ステージ オフィシャルファンブック BACKSTAGE PARTY 2018(2019年6月28日発売)
- 2.5次元ダンスライブ『ツキウタ。』ステージ　ツキステ。第8幕『TSUKINO EMPIRE -Unleash your mind.-』MEMORIAL BOOK(2019年11月9日発売)

### ツキステ。公式サイト
- ツキステ。公式Twitter (@tsukista) - X（旧Twitter）
- 公演サイト一覧
- 初演
- 月歌奇譚 夢見草
- SCHOOL REVOLUTION!
- Lunatic Party
- Rabbits Kingdom
- 紅縁
- CYBER-DIVE-CONNECTION
- TSUKINO EMPIRE -Unleash your mind.-
- しあわせあわせ
- 月歌奇譚 太極伝奇
- Girl's Side MEGASTA.
- メガステ公式 (@tsukista_m) - X（旧Twitter）
- LUNATIC LIVE 2017 in SHANGHAI
- TSUKISTA. Memorial Tour 2018
- ツキステ。TV
- ツキステ。TVシーズン2

### ツキステ。関連サイト
- ツキノ芸能プロダクション
- ツキノ芸能プロダクション公式Twitter (@tsukino_pro) - X（旧Twitter）
- ツキウタ。
- ツキウタ。公式 (@tsukiuta1) - X（旧Twitter）
- ツキウタ。真公式 (@tsukiuta2) - X（旧Twitter）
- ツキウタSS (@tsukiutass) - X（旧Twitter）
- S.Q.S（スケステ）公式 (@sqstage) - X（旧Twitter）
- スケステ公演サイト一覧
- S.Q.STV
- alive_stage（イブステ）公式 (@alive_stage) - X（旧Twitter）
- イブステ公演サイト一覧
- ツキノ芸能プロダクション公式youtube

### ニュース関連サイト
- ニュース一覧
- 初演
- 月歌奇譚 夢見草
- SCHOOL REVOLUTION!
- Lunatic Party
- Rabbits Kingdom
- TSUKISTA. Memorial Tour 2018
- LUNATIC LIVE 2018 ver BLUE & RED
- 紅縁
- CYBER-DIVE-CONNECTION
- TSUKINO EMPIRE -Unleash your mind.-
- しあわせあわせ
- 月歌奇譚 太極伝奇